# Christian Andersen (football)
Pour les articles homonymes, voir Christian Andersen et Andersen.
Christian Andersen, né le 28 septembre 1944 à Glostrup au Danemark, est un footballeur international danois, devenu entraîneur à l'issue de sa carrière, qui évoluait au poste de milieu de terrain.

## Biographie

### Carrière en club
Avec le club du B 1903 Copenhague, Christian Andersen dispute deux matchs en Coupe de l'UEFA, pour un but inscrit,.
Avec le B 1903, il remporte deux titres de champion du Danemark en 1969 et 1970.
Au cours de sa carrière de joueur, il dispute notamment 34 matchs en deuxième division française, pour un but inscrit.

### Carrière internationale
Christian Andersen compte deux sélections avec l'équipe du Danemark en 1969,.
Il est convoqué pour la première fois en équipe d'Islande par le sélectionneur national Henry From, pour un match amical contre le Mexique le 6 mai 1969. Le match se solde par une victoire 3-1 des Danois. 
Il reçoit sa dernière sélection le 27 mai 1969 contre l'Irlande. Le match se solde par une victoire 2-0 des Danois. 

## Palmarès
- Avec le B 1903 Copenhague
  - Champion du Danemark en 1969 et 1970
  - Champion du Danemark de D2 en 1968